# La Barre-de-Semilly
La Barre-de-Semilly är en kommun i departementet Manche i regionen Normandie i norra Frankrike. Kommunen ligger i kantonen Saint-Lô-Est som tillhör arrondissementet Saint-Lô. År 2022 hade La Barre-de-Semilly 1 033 invånare.

## Befolkningsutveckling
Antalet invånare i kommunen La Barre-de-Semilly
| Referens: INSEE |